# Urovci
Urovci es un pueblo ubicado en el municipio de Obrenovac, en Belgrado, Serbia.

## Superficie
Posee una superficie de 9,913 kilómetros cuadrados.

## Demografía
Hasta 2022 la población era de 1320 habitantes, con una densidad de población de 133,2 habitantes por kilómetro cuadrado.